# Gösta Salén
Gösta Antenor Salén (4 de janeiro de 1922 — Fevereiro de 2002) foi um velejador sueco, medalhista olímpico. Ele competiu nos Jogos Olímpicos de Verão de 1948 na classe 6 Metre e conquistou a medalha de bronze na disputa a bordo do Ali Baba II com Tore Holm, Carl Robert Ameln, Martin Hindorff e Torsten Lord.